# Svetovna poraba energije
Svetovna poraba energije vključuje energijo iz vseh virov kot npr. neobnovljivih: nafta, zemeljski plin, premog, uran in obnovljivih virov kot so veter, sonce, biomasa in voda. Vključuje električno energijo, energijo za transport, industrijo in domačo porabo.
Poraba energije je pogosto tudi pokazatelj razvitosti, razvite države porabijo precej več energije.
| Poraba energija v teravatnih urah (TWh) | Poraba energija v teravatnih urah (TWh) | Poraba energija v teravatnih urah (TWh) | Poraba energija v teravatnih urah (TWh) | Poraba energija v teravatnih urah (TWh) |
|                                         | Fosilna goriva                          | Jedrska energija                        | Obnovljiva energija                     | Skupaj                                  |
| --------------------------------------- | --------------------------------------- | --------------------------------------- | --------------------------------------- | --------------------------------------- |
| 1990                                    | 83374                                   | 6113                                    | 13082                                   | 102569                                  |
| 2000                                    | 94493                                   | 7857                                    | 15337                                   | 117687                                  |
| 2008                                    | 117076                                  | 8283                                    | 18492                                   | 143851                                  |
| Razlika 2000-2008                       | +23,9%                                  | +5,4%                                   | +20,6%                                  | +22,2%                                  |

1 teravatna ura (TWh) = 1 milijarda kilovatnih ur (kWh) = 1012 Wh vatnih ur (Wh)
Leta 2008 je bila skupna poraba energije 474 eksajoulov (132 000 TWh). Povprečno poraba je 15 teravatov (2,0×1010 KM). Povprečna poraba moči na Zemljana je 2140 vatov (51,35 kWh na dan).

## Primarne energija
Pri fosilnih in jedrskih gorivih se uporablja termin "primarna" energija - to je energija, ki še ni bila pretvorjena. Za fosilna goriva je primarna energija enaka kurilni vrednosti. Vozila z motorji z notranjim zgorevanjem pretvorijo okrog 30-40% primarne energije v uporabno mehansko energijo. Termoelektrarne in plinske elektrarne pretvorijo okrog 40-60% primarne energije v električno energijo, jedrske elektrarne pa okrog 40% v električno. Tako je uporabna energija precej manjša od primarne energije.
| Svetovna poraba energije in elektrike (TWh) | Svetovna poraba energije in elektrike (TWh) | Svetovna poraba energije in elektrike (TWh) |
|                                             | Skupna poraba energije                      | Proizvodnja električne energije             |
| ------------------------------------------- | ------------------------------------------- | ------------------------------------------- |
| 1990                                        | 102 569                                     | 11 821                                      |
| 2000                                        | 117 687                                     | 15 395                                      |
| 2005                                        | 133 602                                     | 18 258                                      |
| 2008                                        | 143 851                                     | 20 181                                      |
| Source: IEA/OECD                            |                                             |                                             |